# 乙酰丙酮钴(III)
乙酰丙酮钴(III)是一种配位化合物，化学式为Co(C5H7O2)3，或简写成Co(acac)3。它与相应的铝、铬、锰(III)化合物同构。乙酰丙酮钴(III)难溶于水，可溶于甲醇及卤代烃，在脂肪烃中溶解度较小。

## 制备

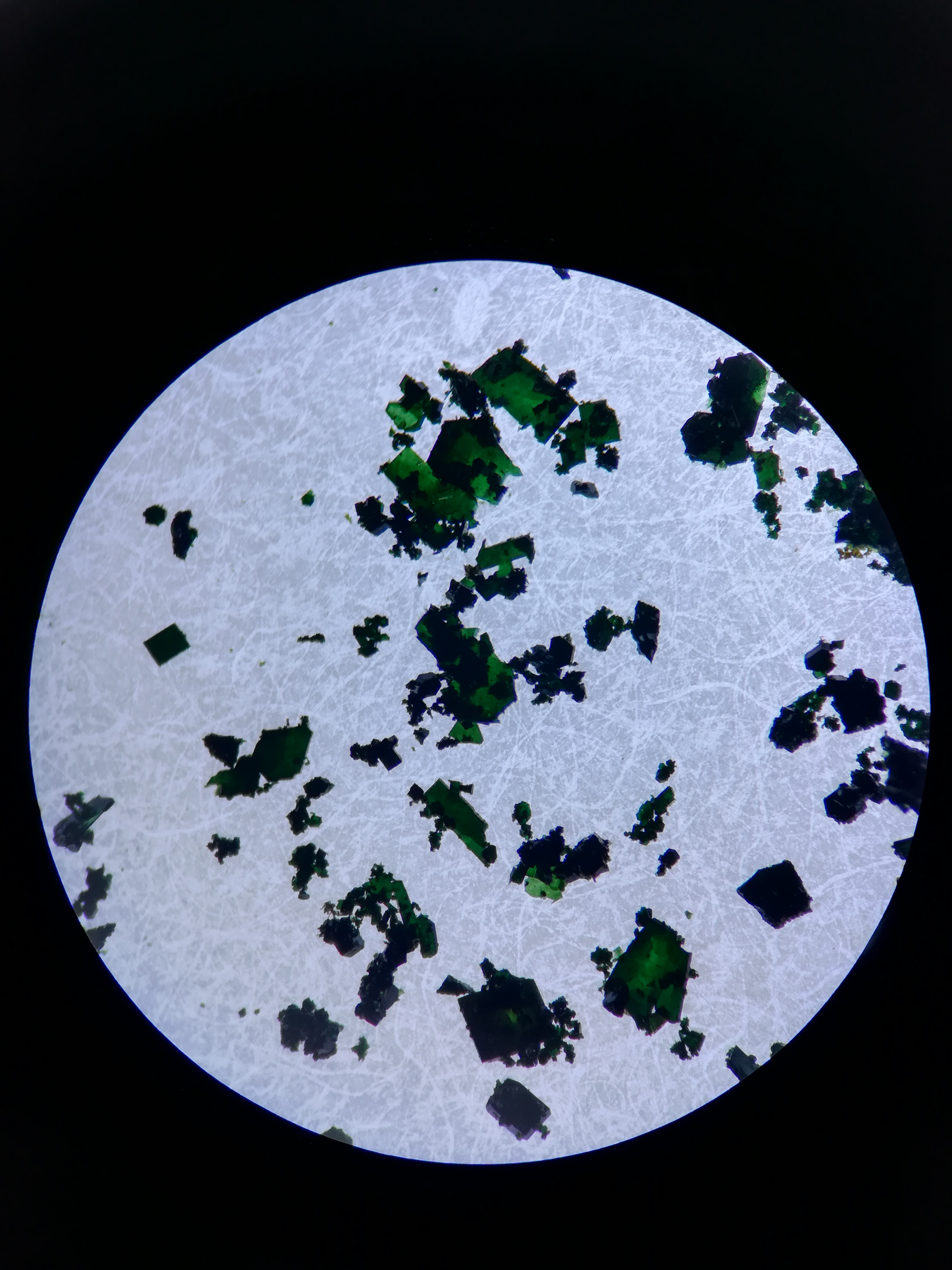
用丙酮重结晶后的乙酰丙酮钴(III)

在乙酰丙酮的存在下，用次氯酸盐氧化二价钴盐可以得到乙酰丙酮钴(III)。另一种制备方法是将碳酸钴和乙酰丙酮混合，加热至90~100°C，在搅拌下缓慢滴加10% H2O2，直至液层变绿，即完成反应。
2 CoCO3 + 6 C5H8O2 + H2O2 → 2 Co(C5H7O2)3 + 4 H2O + 2 CO2↑